# Перч Олег Вікторович
Оле́г Ві́кторович Перч (1974—2022) — старший сержант збройних сил України, учасник російсько-української війни.

## Життєпис
Народився 7 жовтня 1974 року в селі Бакумівка Київської області. Після закінчення школи навчався в Київському ПТУ № 13. Пройшов строкову військову службу, після чого вирішив підписати контракт, був командиром кінологічного відділення.
У 2015 був танкістом у 72-й механізованій бригаді.
У 2022 році повернувся до своєї бригади, був бойовим медиком.
Загинув 30 червня 2022 року на Донеччині.
Похований у селі Шарки Київської області.

## Нагороди
- Орден «За мужність» III ступеня[1].